# 로간 바일리
로간 베일리(Logan Bailly, 1985년 12월 27일, 리에주 ~ )는 벨기에의 전 축구 선수로, 과거 골키퍼로 활약했다.

## 클럽 경력
베일리는 2009년, 2002년부터 뛰던 자신의 소속팀 헹크에서 보루시아 묀헨글라트바흐로 이적했다. 그는 2003-04시즌, 10명의 헹크 선수들과 함께 베링건-헤우젠-졸데로 임대되었다. 베일리는 2006-07시즌, 헹크의 주전 골키퍼였던 잔 문스를 대신해 주전으로 뛰었다. 그는 21살의 어린 나이에 33경기 34실점, 14클린시트로 막아내며 성공적인 시즌을 보냈다.
그의 뛰어난 활약은 헹크를 그 해 준우승을 이뤄내는데 큰 도움을 주었다. 그는 2008-09시즌 겨울, 보루시아 묀헨글라트바흐이적했고, 즉시 분데스리가에서 선발로 뛰었다. 그는 그 시즌 분데스리가 20라운드 최고의 선수로 선정되기도 했다. 베일리는 이 후로 쭉 보루시아 묀헨글라트바흐의 주전 골리로서 활약했는데, 2010-11시즌 그에겐 최악의 시즌이 되었다. 매 경기마다 연이은 실수로 팀을 강등권으로 빠지게 하는데 일조했고 결국 팬들의 비난까지 받았다. 결국 그의 연이은 실책은 계속되었고 19살의 나이로 혜성같이 등장한 마르크안드레 테어 슈테겐에게 주전 자리를 내줘야만 했다. 테르 슈테겐은 5경기동안 4번의 무실점으로 팀을 강등권에서 구출하는데 커다란 활약을 했고, 팀은 플레이오프 혈전끝에 잔류했다. 2011-12시즌, 바왈리는 스위스 리그인 뇌샤텔 크사막스로 전격 임대됐다. 하지만 그는 한 경기 출전에 그치고 말았다. 그리고 2011-12시즌 겨울에 자신의 친정팀이었던 헹크로 임대되었다. 2011-12시즌 종료후, 보루시아 묀헨글라트바흐는 베일리와 재계약을 하지 않았고 그는 팀에서 방출되었다. 곧바로 베일리는 자유계약으로 OH 뤼벤으로 이적하였다. 그는 OH 뤼벤에서 자신의 유소년 시절 코치였던 루니 반 제드넹벤과 재회하였다. 베일리는 좋은 활약으로 12월 2일, 1년 연장 계약을 보상 받았고, 2013-14시즌이 끝날때까지 OH 뤼벤에서 활약하게 되었다.

## 국가대표 경력
베일리는 헹크에서의 뛰어난 활약으로 2007년, 국가대표팀에 발탁되었지만 데뷔전을 갖진 못하였다. 그러다가 2009년, 생애 첫 국가대표 데뷔전을 치르게 되었다. 그는 잠시 동안 국가대표팀의 주전 골키퍼로서 활약하였는데 2010-11시즌 최악의 시즌을 보낸 후에는 국가대표팀에 차출되는 일이 없었다. 설상가상으로 2011-12시즌, 베일리가 경기를 뛰지 못할 때쯤, 티보 쿠르투아, 시몽 미뇰레 등 젊고 뛰어난 키퍼들이 등장하면서 그를 위한 자리는 더욱 없어지게 되었다. 베일리는 2007년 UEFA U-21 축구 선수권 대회 30인 엔트리에 들기도 했고, 2008 베이징 올림픽 축구 부문에서 벨기에 올림픽 대표팀으로 출전하여 전 경기를 소화하며 벨기에가 4위를 하는데 기여했다.